# Дейл, Гровер
Гровер Дейл (англ. Grover Dale; род. 22 июля 1935) — американский танцор, хореограф, актёр и театральный режиссёр. Лауреат премии «Драма Деск», а также номинант на премии «Тони» и «Эмми».

## Карьера
Дейл дебютировал на бродвейской сцене в качестве танцора шоу «Потрясающая Адель» в 1955 году. Он также имел роли в постановках «Маленький Эбнер», «Вестсайдская история», «Гринуиллоу», «Уплывай» и «Пол-шестипенсовика». Он выиграл премию «Драма Деск», а также был номинирован на «Тони» за хореографию мюзикла «Билли». Среди его работ в качестве хореографа и режиссёра числятся такие мюзиклы, как «Вверх-вниз», «Молли», «Волшебное шоу», который принёс ему вторую номинацию на премию «Тони», «Король шноперов», «Почта» и «Бродвей Джерома Роббинса».
На большом экране Дейл известен благодаря ролям в фильмах «Непотопляемая Молли Браун» (1964) Чарльза Уолтерса, «Девушки из Рошфора» (1967) Жака Деми и «Землевладелец» (1970) Хэла Эшби. Он также был номинирован на премию «Эмми» за постановку хореографию телевизионного фильма «Копакабана» (1985).

## Личная жизнь
С 1967 по 1973 год Дейл состоял в отношениях с актёром Энтони Перкинсом. В 1973 году он женился на актрисе Аните Моррис, с которой прожил вплоть до её смерти в 1994 году. Их сын, Джеймс Бэдж Дейл (род. 1978), также стал актёром.

## Фильмография

### Кино
| Год  | Русское название               | Оригинальное название        | Роль   | Примечания |
| ---- | ------------------------------ | ---------------------------- | ------ | ---------- |
| 1964 | Непотопляемая Молли Браун      | The Unsinkable Molly Brown   | Джем   |            |
| 1967 | Девушки из Рошфора             | Les Demoiselles de Rochefort | Билл   |            |
| 1967 | Пол-шестипенсовика             | Half a Sixpence              | Пирс   |            |
| 1970 | Землевладелец                  | The Landlord                 | Оскар  |            |
| 1973 | У Зла есть имя                 | A Name for Evil              | н/д    | Хореограф  |
| 1973 | Встреча двух сердец            | The Way We Were              | н/д    | Хореограф  |
| 1981 | Так здорово                    | So Fine                      | н/д    | Хореограф  |
| 1986 | Брокер                         | Quicksilver                  | н/д    | Хореограф  |
| 1987 | Ария                           | Aria                         | н/д    | Хореограф  |
| 1997 | Познакомьтесь с Уолли Спарксом | Meet Wally Sparks            | танцор |            |

### Телевидение
| Год  | Русское название     | Оригинальное название         | Роль           | Примечания         |
| ---- | -------------------- | ----------------------------- | -------------- | ------------------ |
| 1965 | Великолепный янки    | The Magnificent Yankee        | Мэйпс          |                    |
| 1985 | Копакабана           | Copacabana                    | н/д            | Хореограф          |
| 2000 | Волшебный мир Дисней | The Wonderful World of Disney | житель Идиллии | Эпизод: «Geppetto» |

## Награды и номинации
| Год  | Премия              | Категория                | Работа        | Результат |
| ---- | ------------------- | ------------------------ | ------------- | --------- |
| 1969 | Премия «Драма Деск» | Лучшая хореография       | Билли         | Победа    |
| 1970 | Премия «Тони»       | Лучшая хореография       | Билли         | Номинация |
| 1975 | Премия «Тони»       | Лучшая режиссура мюзикла | Волшебное шоу | Номинация |
| 1986 | Премия «Эмми»       | Лучшая хореография       | Копакабана    | Номинация |
| 1988 | Премия «Драма Деск» | Лучшая хореография       | Почта         | Номинация |